# Tuk Vojni
 Tuk Vojni  falu Horvátországban, a Tengermellék-Hegyvidék megyében. Közigazgatásilag Mrkopaljhoz tartozik.

## Fekvése
Fiumétól 36 km-re keletre, községközpontjáról 4 km-re délkeletre, a horvát Hegyvidék középső részén fekszik.

## Története
A településnek 1857-ben 173, 1910-ben 349 lakosa volt. A falu a trianoni békeszerződésig Modrus-Fiume vármegye Delnicei járásához tartozott. 
A falunak 2011-ben 29 lakosa volt.

## Lakosság
| Lakosság változása | Lakosság változása | Lakosság változása | Lakosság változása | Lakosság változása | Lakosság változása | Lakosság változása | Lakosság változása | Lakosság változása | Lakosság változása | Lakosság változása | Lakosság változása | Lakosság változása | Lakosság változása | Lakosság változása | Lakosság változása |
| ------------------ | ------------------ | ------------------ | ------------------ | ------------------ | ------------------ | ------------------ | ------------------ | ------------------ | ------------------ | ------------------ | ------------------ | ------------------ | ------------------ | ------------------ | ------------------ |
| 1857               | 1869               | 1880               | 1890               | 1900               | 1910               | 1921               | 1931               | 1948               | 1953               | 1961               | 1971               | 1981               | 1991               | 2001               | 2011               |
| 173                | 258                | 303                | 293                | 361                | 349                | 247                | 288                | 178                | 182                | 147                | 112                | 100                | 56                 | 45                 | 29                 |

## Nevezetességei
- Szent Péter és Pál apostolok tiszteletére szentelt szerb pravoszláv temploma a temetőben áll.
- Határában délkeletre található Matić poljana egy 3 km hosszú mező, ahol 1944. február 20-án 26 partizán fagyott halálra. Erre való emlékezésül 1969-ben Zdenko Sila tervei szerint a mezőn 26 mészkő oszlopot állítottak fel.[4]